# Ервош
Е́рвош (англ. Erewash) — район місцевого самоврядування зі статусом боро в Дербіширі, Англія, на схід від Дербі та на захід від Ноттінгема. Згідно з переписом 2011 року населення району становило 112 081 осіб. Він містить міста Ілкестон, Лонг-Ітон і Сандіакр і чотирнадцять цивільних парафій.
Район був утворений 1 квітня 1974 року шляхом злиття району Ілкестон, міського округу Лонг-Ітон і частини сільського округу Південно-Східний Дербішир.

## Освіта
У районі розташовані державна школа Трент-коледж, школа Лонг-Ітон у Лонг-Ітоні, Ереваш та її молодша/підготовча школа The Elms School, а також 14 державних середніх шкіл і 41 початкова школа.